# Amerikaans voetbalkampioenschap 1978
In 1978 werd het elfde seizoen van de North American Soccer League gespeeld. Cosmos werd voor de derde maal kampioen.

## North American Soccer League

### Wijzigingen
Nieuwe teams
- Colorado Caribous
- Detroit Express
- Houston Hurricane
- Memphis Rogues
- New England Tea Men
- Philadelphia Fury

Verhuisde teams
- St. Louis Stars is verhuisd naar Anaheim, Californië en nam de naam California Surf aan.
- Team Hawaii is verhuisd naar Tulsa, Oklahoma en nam de naam Tulsa Roughnecks aan.
- Las Vegas Quicksilvers is verhuisd naar San Diego, Californië en nam de naam San Diego Sockers aan.
- Connecticut Bicentennials is verhuisd naar Oakland, Californië en nam de naam Oakland Stompers aan.

### Eindstand
| National Conference | National Conference      | National Conference | National Conference | National Conference | National Conference | National Conference | National Conference |
| Plaats              | Eastern Division         | Wed.                | W                   | V                   | DV                  | DT                  | Ptn                 |
| ------------------- | ------------------------ | ------------------- | ------------------- | ------------------- | ------------------- | ------------------- | ------------------- |
| 1.                  | Cosmos                   | 30                  | 24                  | 6                   | 88                  | 39                  | 212                 |
| 2.                  | Washington Diplomats     | 30                  | 16                  | 14                  | 55                  | 47                  | 145                 |
| 3.                  | Toronto Metros-Croatia   | 30                  | 16                  | 14                  | 58                  | 47                  | 144                 |
| 4.                  | Rochester Lancers        | 30                  | 14                  | 16                  | 47                  | 52                  | 131                 |
| Plaats              | Central Division         | Wed.                | W                   | V                   | DV                  | DT                  | Ptn                 |
| 1.                  | Minnesota Kicks          | 30                  | 17                  | 13                  | 58                  | 43                  | 156                 |
| 2.                  | Tulsa Roughnecks         | 30                  | 15                  | 15                  | 49                  | 46                  | 132                 |
| 3.                  | Dallas Tornado           | 30                  | 14                  | 16                  | 51                  | 53                  | 131                 |
| 4.                  | Colorado Caribous        | 30                  | 8                   | 22                  | 34                  | 66                  | 81                  |
| Plaats              | Western Division         | Wed.                | W                   | V                   | DV                  | DT                  | Ptn                 |
| 1.                  | Vancouver Whitecaps      | 30                  | 24                  | 6                   | 68                  | 28                  | 199                 |
| 2.                  | Portland Timbers         | 30                  | 20                  | 10                  | 50                  | 36                  | 167                 |
| 3.                  | Seattle Sounders         | 30                  | 15                  | 15                  | 50                  | 45                  | 138                 |
| 4.                  | Los Angeles Aztecs       | 30                  | 9                   | 21                  | 36                  | 69                  | 88                  |
| American Conference |                          |                     |                     |                     |                     |                     |                     |
| Plaats              | Eastern Division         | Wed.                | W                   | V                   | DV                  | DT                  | Ptn                 |
| 1.                  | Tampa Bay Rowdies        | 30                  | 18                  | 12                  | 63                  | 48                  | 165                 |
| 2.                  | New England Tea Men      | 30                  | 19                  | 11                  | 62                  | 39                  | 165                 |
| 3.                  | Fort Lauderdale Strikers | 30                  | 16                  | 14                  | 50                  | 59                  | 143                 |
| 4.                  | Philadelphia Fury        | 30                  | 12                  | 18                  | 40                  | 58                  | 111                 |
| Plaats              | Central Division         | Wed.                | W                   | V                   | DV                  | DT                  | Ptn                 |
| 1.                  | Detroit Express          | 30                  | 20                  | 10                  | 68                  | 36                  | 176                 |
| 2.                  | Chicago Sting            | 30                  | 12                  | 18                  | 57                  | 64                  | 123                 |
| 3.                  | Memphis Rogues           | 30                  | 10                  | 20                  | 43                  | 58                  | 101                 |
| 4.                  | Houston Hurricane        | 30                  | 10                  | 20                  | 37                  | 61                  | 96                  |
| Plaats              | Western Division         | Wed.                | W                   | V                   | DV                  | DT                  | Ptn                 |
| 1.                  | San Diego Sockers        | 30                  | 18                  | 12                  | 63                  | 56                  | 164                 |
| 2.                  | California Surf          | 30                  | 13                  | 17                  | 43                  | 49                  | 115                 |
| 3.                  | Oakland Stompers         | 30                  | 12                  | 18                  | 43                  | 59                  | 103                 |
| 4.                  | San Jose Earthquakes     | 30                  | 8                   | 22                  | 36                  | 81                  | 83                  |

Notities
- De punten telling:
  - Overwinning: 6 punten
  - Verlies: 0 punten
  - Doelpunten voor (maximaal 3 ptn per wedstrijd): 1 punt
  - Shoot out winnen: 1 punt

### Playoffs
De beste acht teams van beide conferences spelen tegen elkaar in de playoffs.
| Eerste ronde             | Eerste ronde             | Eerste ronde  |
| Team 1                   | Team 2                   | Uitslag       |
| ------------------------ | ------------------------ | ------------- |
| Detroit Express          | Philadelphia Fury        | 1-0           |
| San Diego Sockers        | California Surf          | 2-1           |
| Tampa Bay Rowdies        | Chicago Sting            | 3-1           |
| Fort Lauderdale Strikers | New England Tea Men      | 3-1           |
| Cosmos                   | Seattle Sounders         | 5-2           |
| Portland Timbers         | Washington Diplomats     | 2-1           |
| Vancouver Whitecaps      | Toronto Metros-Croatia   | 4-0           |
| Minnesota Kicks          | Tulsa Roughnecks         | 3-1           |
| Kwartfinale              |                          |               |
| Team 1                   | Team 2                   | Uitslag       |
| Portland Timbers         | Vancouver Whitecaps      | 1-0, 2-1      |
| Fort Lauderdale Strikers | Detroit Express          | 4-3, 0-1, 1-0 |
| Cosmos                   | Minnesota Kicks          | 2-9, 4-0, 1-0 |
| Tampa Bay Rowdies        | San Diego Sockers        | 1-0, 1-2, 1-0 |
| Halve Finale             |                          |               |
| Team 1                   | Team 2                   | Uitslag       |
| Cosmos                   | Portland Timbers         | 1-0, 5-0      |
| Tampa Bay Rowdies        | Fort Lauderdale Strikers | 2-3, 3-1, 1-0 |
| Finale                   |                          |               |
| Team 1                   | Team 2                   | Uitslag       |
| Cosmos                   | Tampa Bay Rowdies        | 3-1           |

## Individuele prijzen
| Prijs                | Naam                   | Team                |
| -------------------- | ---------------------- | ------------------- |
| Most Valuable Player | Mike Flanagan          | New England Tea Men |
| Topscorer            | Giorgio Chinaglia (34) | Cosmos              |
| Beste nieuwkomer     | Gary Etherington       | Cosmos              |